# Алрауна
Алрауна (мађ. Alraune) мађарски је црно-бели неми научнофантастични хорор филм из 1918. године, редитеља Мајкла Кертиза и Едмунда Фрица, саЂулом Галом и Рожи Селеши у главним улогама. Мало детаља је познато о филму за који се сада верује да је изгубљен. Алрауна у преводу са немачког значи мандрагора. Сценарио се темељи на роману Ханса Хајнца Еверса, који је објављен 1911.
Радња је варијације оригиналне легенде о Арлауни, у којој луди научник ствара прелепу али демонску девојску, спајањем жене са кореном мандрагоре, коју је хранио крвљу обешеног човека.

## Радња
Луди научник ствара предивну али демонску жену, као резултат спајања жене са кореном мандрагоре, биљке за коју се верује да има чаробне моћи као и велику сличност са обликом људског тела.

## Улоге
| Глумац           | Улога                       |
| ---------------- | --------------------------- |
| Ђула Гал         | професор Бринкен            |
| Рожи Селеши      | Алрауна                     |
| Калман Керменди  | Френк Браун                 |
| Боске Малатински | Алма Рауне, Алраунина мајка |
| Геза Ердељи      | Фаркас Гонтран              |
| Андрон Кардос    | Себастијен Гонтран          |
| Андреас Купка    | инструктор Петерсон         |